# Aznakaevo
Aznakaevo, in russo Азнакаево? in tataro Aznaqay, Азнакай, è una città della Russia che si trova nella Repubblica autonoma del Tatarstan. Fondata nel 1762, nel 1862 era un villaggio ed ottenne lo status di città nel 1987, sorge nella zona detta Prikam'e, sulle Alture di Bugul'ma e Belebej Izh, circa a 376 chilometri a  sud est di Kazan' ed è il capoluogo dell'Aznakaevskij rajon. Nel 1989 la popolazione ammontava a 32.171 abitanti, nel 2002 a 35.412.